# Meiogyne
Meiogyne là chi thực vật có hoa trong họ Annonaceae.

## Các loài
- Meiogyne amicorum (A.C.Sm.) B.Xue & R.M.K.Saunders, 2014
- Meiogyne amygdalina  (A.Gray) B.Xue & R.M.K.Saunders, 2014
- Meiogyne anomalocarpa D.M.Johnson & Chalermglin, 2019
- Meiogyne baillonii  (Guillaumin) Heusden, 1996
- Meiogyne beccarii I.M.Turner, 2009
- Meiogyne bidwillii  (Benth.) D.C.Thomas, Chaowasku & R.M.K.Saunders, 2014
- Meiogyne caudata  (C.E.C.Fisch.) I.M.Turner, 2012
- Meiogyne chiangraiensis Chalermglin & M.F.Liu, 2019
- Meiogyne cylindrocarpa  (Burck) Heusden, 1994
- Meiogyne dumetosa  (Vieill. ex Guillaumin) Heusden, 1996
- Meiogyne gardneri D.M.Johnson, 2019
- Meiogyne glabra Heusden, 1994
- Meiogyne habrotricha  (A.C.Sm.) B.Xue & R.M.K.Saunders, 2014
- Meiogyne hainanensis  (Merr.) Bân, 1973
- Meiogyne heteropetala  (F.Muell.) D.C.Thomas, Chaowasku & R.M.K.Saunders, 2014
- Meiogyne hirsuta  (Jessup) Jessup, 2007
- Meiogyne insularis  (A.C.Sm.) D.C.Thomas, B.Xue & R.M.K.Saunders, 2014
- Meiogyne kanthanensis Ummul-Nazrah & J.P.C.Tan, 2014
- Meiogyne kwangtungensis P.T.Li, 1976
- Meiogyne laddiana  (A.C.Sm.) B.Xue & R.M.K.Saunders, 2014
- Meiogyne lecardii  (Guillaumin) Heusden, 1996
- Meiogyne leptoneura  (Diels) I.M.Turner & Utteridge, 2015
- Meiogyne maxiflora D.M.Johnson & Chalermglin, 2019
- Meiogyne microflora  (H.Okada) B.Xue, M.F.Liu & R.M.K.Saunders, 2017
- Meiogyne mindorensis  (Merr.) Heusden, 1994
- Meiogyne monosperma  (Hook.f. & Thomson) Heusden, 1994
- Meiogyne pannosa  (Dalzell) J.Sinclair, 1951
- Meiogyne papuana I.M.Turner & Utteridge, 2015
- Meiogyne punctulata  (Baill.) I.M.Turner & Utteridge, 2017 (đồng nghĩa: Meiogyne tiebaghiensis (Däniker) Heusden, 1996)
- Meiogyne stenopetala  (F.Muell.) Heusden, 1994
- Meiogyne trichocarpa  (Jessup) D.C.Thomas & R.M.K.Saunders, 2014
- Meiogyne verrucosa Jessup, 2007
- Meiogyne virgata  (Blume) Miq., 1865